# Fordítsd oda a másik orcád is!
A Fordítsd oda a másik orcád is!, más néven Morcos misszionáriusok (eredeti cím: Porgi l'altra guancia) 1974-ben bemutatott brit–spanyol közreműködéssel készült olasz–francia vígjáték, amelynek főszereplői Bud Spencer és Terence Hill. Ez a páros egyetlen olyan filmje, amely nem is a Vadnyugaton és nem is a modern korban játszódik (leszámítva a Kalózok háborúja című filmet, amelyben azonban Bud Spencer csak mellékszereplő).
Az élőszereplős játékfilm rendezője Franco Rossi, producere Dino De Laurentiis. A forgatókönyvet Rodolfo Sonego írta, a zenéjét Guido és Maurizio de Angelis szerezte. A mozifilm a Dino de Laurentiis Cinematografica, a Marianne Productions Produzione és a Cinematografiche Inter.Ma.Co. gyártásában készült, az International Amusements Corp. forgalmazásában jelent meg. Műfaja akció filmvígjáték.
Olaszországban 1974. december 21-én mutatták be a mozikban, Magyarországon két szinkronos változat is készült belőle, amelyekből az elsőt 1992. december 1-jén adták ki VHS-en, a másodikat 1993. augusztus 14-én a MTV2-n vetítették le a televízióban.

## Cselekmény
1896-ban Pedro de Leone atya és barátja, G. atya római katolikus hittérítő misszionáriusokként dolgoznak a karibi szigetvilágban. A hittérítés mellett azonban különféle árukkal üzletelnek, hogy némi mellékesre is szert tegyenek. Nem csoda, hogy ebbéli tevékenységükkel kivívják a konkurencia haragját, amely nem csak békés eszközökkel kívánja megtörni üzleti gyarapodásukat. Így a két misszionáriusnak hamarosan sok pofont kell kiosztania...

## Szereplők
| Szereplő                        | Színész                | Magyar hang                          | Magyar hang                                 |
| Szereplő                        | Színész                | Morcos misszionáriusok (Mokép, 1992) | Fordítsd oda a másik orcád is! (MTV2, 1993) |
| ------------------------------- | ---------------------- | ------------------------------------ | ------------------------------------------- |
| G. atya (J. atya)               | Terence Hill           | Ujréti László                        | Ujréti László                               |
| Pedro De Leone atya             | Bud Spencer            | Bujtor István                        | Bujtor István                               |
| Marchese Alfonso Felipo Gonzaga | Robert Loggia          | Beregi Péter                         | Bács Ferenc                                 |
| Monsignore Delgado              | Jean-Pierre Aumont     | Barbinek Péter                       | Blaskó Péter                                |
| Hermann professzor              | N/A                    | Barbinek Péter                       | Csuja Imre                                  |
| Menendez                        | Mario Pilar            | Salinger Gábor                       | Józsa Imre                                  |
| Püspök                          | Jacques Herlin         | Elekes Pál                           | Némethy Ferenc                              |
| Gonzaga márkiné                 | Maria Cumani Quasimodo | Kassai Ilona                         | Kassai Ilona                                |
| Casino-igazgató                 | Mario Erpichini        | Juhász Jácint                        | Juhász Jácint                               |
| Monszinyor Jimenez              | Salvatore Basile       | N/A                                  | Németh Gábor                                |
| Éhségsztrájkot kihirdető pap    | N/A                    | Bognár Zsolt                         | Németh Gábor                                |
| Levelet olvasó atya             | Raffaele Mottola       | Maros Gábor                          | Pathó István                                |
| Menendez embere                 | Riccardo Pizzuti       | Pataky Imre                          | Wohlmuth István                             |
| Pap #1                          | N/A                    | N/A                                  | Antal László                                |
| Pap #2                          | N/A                    | N/A                                  | Botár Endre                                 |
| Balettoktató                    | N/A                    | N/A                                  | Botár Endre                                 |
| Angol partőr                    | N/A                    | N/A                                  | Czvetkó Sándor                              |
| Festő                           | N/A                    | Csonka András                        | Rosta Sándor                                |
| Amadeus, menekült fiú           | N/A                    | Berényi Attila                       | Sugár Bertalan                              |
| Menendez kövér embere           | N/A                    | Kisfalussy Bálint                    | Barbinek Péter                              |
| Törpe hajótulajdonos            | N/A                    | Laklóth Aladár                       | Minárovits Péter                            |
| Idős madárkereskedő             | N/A                    | N/A                                  | Komlós András                               |

További magyar hangok (2. magyar szinkronban): Bardóczy Attila, Berzsenyi Zoltán, Cs. Németh Lajos, Czigány Judit, Fekete Zoltán, Kálid Artúr, Némedi Mari, Pacziga Mónika, Pusztai Péter, Rékasi Károly, Vincze Gábor Péter

## Változatok
A film Magyarországon kétféle változatban ismert, nemcsak a szinkron, de a filmek időtartama is más, előfordul, hogy bizonyos jelenetek eltérnek (vagyis eredetileg is kétféleképpen forgatták).
Az egyetlen Bud Spencer–Terence Hill film, amelynek mindkét szinkronváltozatában Bujtor István és Ujréti László a magyar hangok.
1. Morcos misszionáriusok – 87 perces, leginkább arról ismerhető meg, hogy a Terence Hill által alakított szereplőt J. atyának hívják (Pedro atya értelmezésében J, mint jómadár), valamint a palackposta úgy jut el Pedro atyához, hogy egy gyerek odanyújtja neki. A stáblistát Zalatnai (Palcsó) Brigitta olvassa fel. A Mokép adta ki VHS-en 1992-ben. Az RTL Klub is ezt adta, de egy vágott, 78 perces változatban (a műsorajánlókban azonban Fordítsd oda a másik orcád is! címmel hirdették).
2. Fordítsd oda a másik orcád is! – 89 perces, Terence Hill G. atya néven (Pedro atya értelmezésében G, mint gályarab) szerepel, a palackpostát pedig a parton ülő Pedro atyához sodorja a tenger. A stáblistát Mohai Gábor olvassa fel. Az MTV adásához készült 1993-ban, a TV2, a Mozi+, a PRIME, a Moziverzum és az AMC is ezt sugározta. Ez a változat került az Ultrafilm által kiadott DVD-re is, habár a borítón a Morcos misszionáriusok cím olvasható, a DVD változaton a főcímnél is ez hallható, amit a másik változatból vágtak be.

## Díj
- Golden Screen Award (1976)

díj: Golden Screen

## Televíziós megjelenések
- 1. magyar változat: RTL Klub
- 2. magyar változat: TV-2, TV2, Mozi+, PRIME, Moziverzum, AMC